# SK Ljubljana
SK Ljubljana bio je slovenski nogometni klub iz Ljubljane. Osnovan je 1936. godine (spajanjem Ilirije i Primorja), a prestao je s radom 1945. godine.

## O klubu
Dugotrajni, štetni međuklupski rat doveo je ljubljanski nogomet na rub propasti 1936. godine; I SK Ilirija i AŠK Primorje desetljeće i pol ulagali su sve snage u borbu za vlast, a uvođenje prikrivenog oblika profesionalizma dodatno je produbilo agoniju oba (osiromašena) slovenska nogometna velikana. Rješenje je pronađeno u osnivanju novog nogometnog kluba, čime je započeo zajednički put dva nekada velika rivala u slovenskom nogometu. Od trenutka kada je 5. ožujka 1936. list Jutro prvi objavio vijest da se u Ljubljani planira osnivanje novog nogometnog kluba i među ostalim napisao da "kako doznajemo iz upućenih krugova, dosadašnji čelnici ljubljanskog nogometnog sporta, koji djeluju u oba velika kluba, Iliriji i Primorju, pripremaju osnivanje novog zajedničkog kluba", prošlo je tek nešto više od mjesec dana do realizacije ideje. 
Osnivačka skupština SK Ljubljane održana je 26. travnja 1936. u hotelu Slon. Posjećenost je bila neočekivano velika, ali, kako piše Jutro, "dvorana u Slonom bila je premala da primi sav interes koji je pratio nastanak novog kluba. Unutra se smjestilo oko 100 ljudi, dok su svi ostali morali čekati rezultate sastanka vani. Za početak, ovo je dobar znak". Nakon uvodne riječi predsjednika pripremnog odbora i predsjednika Ljubljanskog nogometnog saveza dr. Janka Kostia, koji je, kako prenosi Jutro, između ostalog "apelirao na prijatelje našeg nogometa da ne samo moralno, nego i materijalno podrže novi klub, za koji će biti potrebna značajna sredstva, posebno s obzirom na težak početak rada", jednoglasno je usvojio pravilnik novog kluba i izabrao Upravu kluba. Karel Soss postao je prvi predsjednik SK Ljubljane.
Istog dana dvije momčadi sastavljene od igrača bivše Ilirije i Primorja, koje su trebale predstavljati prvu i drugu momčad novog kluba, odigrale su prvi međusobni susret u kojem je druga momčad iznenađujuće svladala prvu momčad 5:1. Prva momčad (bijeli), kojima je nedostajalo nekoliko članova prve jedanaestorice (posebno je bio zapažen izostanak Pepka Bertonclja i Josipa Repotočnika – Pupe), igrali su u sastavu Mirko Rožič, Vinko Jug, Stanko Bertoncelj, Julij Sočan, Herman Slamič, Franjo Boncelj, Vili Šlamberger, Josip Grintal, Viktor Pikič, Alojzij Jež i Franc Slapar, dok je drugi tim (crveno-bijeli), koji je toga dana bio znatno raspoloženiji, nastupio je u sastavu Peter Logar, Viktor Hassl, Žitnik II, Šinkovec, Vladimir Kukanja, Sandi Lah, Janko Grošelj, Sovinc, Josip Janežič, Luce Žitnik i Franc Vodišek.
Proces spajanja dvaju klubova bio je snažno vezan uz političku volju vlasti oko gradonačelnika dr. Jura Adlešiča i probleme Ilirije oko igrališta ispod Cekinovog grada. Spajanje je bilo prilično intrigantan događaj, jer je formalno podrazumijevalo osnivanje novog kluba, koji je u natjecateljskom smislu dobio mjesto u doigravanju na bazi već kvalificirane sekcije AŠK Primorje, dok je Ilirija prethodno odustala od natjecanja. SK Ljubljana nije koristio godinu na svom grbu, ali de facto upravljačku strukturu novog kluba uglavnom je kontrolirao dio Primorja, koji je unatoč različitim odlukama i prigovorima zeleno-bijelih uglavnom etablirao svoje igrače, ali i svoju crno-bijelu kombinaciju u SK Ljubljana.
Prvu službenu utakmicu (koja je ujedno bila i prva klupska utakmica u završnim borbama za naslov prvaka Ljubljanskog nogometnog saveza za sezonu 1935./36., gdje je SK Ljubljana zauzela mjesto ASK Primorja) odigrala je SK Ljubljana 3. svibnja 1936. protiv ČŠK Čakovca na bivšem igralištu Primorja na Dunajskoj (Tyrševa) ulici i pobijedila 4:3. I Jutro i Slovenec bili su vrlo kritični prema premijernom nastupu SK Ljubljana; Posebno je kritičan bio Slovenac, koji je napisao kako Ljubljana današnjim uvodom nije baš nikoga mogla impresionirati, jer su igrači odigrali neobično jadnu utakmicu. Ljubljančani su utakmicu za bodove odigrali u sustavima natjecanja Ljubljanskog nogometnog podsaveza u sastavu Peter Logar, Vinko Jug, Stanko Bertoncelj, Franjo Boncelj, Herman Slamič, Julij Sočan, Josip Janežič, Josip Grintal, Sandi Lah, Alojzij "Lute" Jež i Franc Jug. 
Nakon osvajanja naslova prvaka Ljubljanskog nogometnog podsaveza u sezoni 1935./36. Ljubljančani su tada (dok su bili oslobođeni obaveza u sustavima natjecanja Ljubljanskog nogometnog podsaveza) u sezonama 1935./36., 1936./37., 1937./38. i 1938./39. igrali finale državnog prvenstva Kraljevine Jugoslavije. Rezultatski prva sezona 1935./36. bila je daleko najuspješnija za Ljubljančane; osim naslova prvaka Ljubljanskog nogometnog podsaveza, crno-bijeli su sudjelovali i u doigravanju prvenstva Kraljevine Jugoslavije (ove sezone igralo se po eliminacijskom sustavu), u kojem su uspjeli doći do polufinala, gdje se s dvije pobjede nad Ljubljančanima kasniji državni prvak BSK iz Beograda pokazao kao težak protivnik (3:1 i 3:1). Plasman među četiri najbolje momčadi u Jugoslaviji (SK Ljubljana, BSK Beograd, NAK Novi Sad i SK Slavija Sarajevo) najveći je uspjeh slovenskog klupskog nogometa međuraća, a Pepček Bertoncelj se na prvenstvu pokazao i kao jedan od najboljih nogometaša Jugoslavije.
Nakon velike reforme jugoslavenskog nogometa 1939. godine, koja je dovela do ukidanja Jugoslavenskog nogometnog saveza i stvaranja samostalnih slovenskih, hrvatskih i srpskih nogometnih saveza te vrhovnog nogometnog saveza sa sjedištem u Beogradu, SK Ljubljana se u sezoni 1939./40. natječe u novostvorenoj Hrvatsko-slovenskoj ligi, u kojoj osim crno-bijelih nastupaju Građanski, HAŠK, Hajduk, Concordia, SAŠK, Slavija Osijek, Split, Slavija Varaždin i Bačka Subotica. Sezona u kojoj su se Ljubljančani željeli plasirati u završni dio državnog prvenstva završila je za SK Ljubljana katastrofalnim posljednjim mjestom na prvenstvenoj tablici i ispadanjem iz hrvatsko-slovenske lige. Ljubljanski crno-bijeli su tijekom sezone samo tri puta pobijedili (SK Ljubljana – Bačka Subotica 5:3, SK Ljubljana – Split 4:0 i 3:0) i tri puta remizirali, a preostale utakmice izgubili. Teški porazi Ljubljana je doživjela od HAŠK-a 8:2, Slavije Osijek 7:0 i Slavije Varaždin 5:0.
Nakon još jedne promjene formata natjecanja, SK Ljubljana je u sezoni 1940./41. igrala u samostalnoj slovenskoj nogometnoj ligi, koja je djelovala pod okriljem Slovenskog nogometnog saveza. SK Ljubljana je od početka bio veliki (i jedini) favorit za konačni naslov državnog prvaka, no tijek prvenstva jasno je pokazao da Ljubljančani više nisu tako dominantni na slovenskoj nogometnoj sceni kao što su bili u prvih nekoliko godina svog postojanja.
Suparnici, posebice iz redova SK Železničar iz Maribora, naslutili su priliku da se približe SK Ljubljani i možda ugroze njihov put do naslova prvaka, što se u konačnici pokazalo izvedivim. Gledatelji su svjedočili vjerojatno najizjednačenijem slovenskom prvenstvu međuraća, a odluka o prvaku pala je tek u posljednjim kolima. Na kraju su Ljubljančani osigurati naslov prvaka, a osvajanjem prvenstva osigurali su i plasman u završnicu za naslov prvaka Kraljevine Jugoslavije. Početak Drugog svjetskog rata na neko vrijeme potpuno prekinuo sve nogometne aktivnosti u Jugoslaviji, a Ljubljančane lišio i nastupa u doigravanju državnog prvenstva za sezonu 1940./41.
Dana 3. svibnja 1941. osnovana je Ljubljanska pokrajina i pripojena Kraljevini Italiji. Talijanske okupacijske vlasti htjele su dati privid normalnosti i već u svibnju 1941. započeo je pokal SNZ-a, koji je završio u kolovozu pobjedom SK Ljubljana, pobijedivši Hermes u finalu. Nakon toga, zbog političkih i ratnih prilika, nogometne aktivnosti u Ljubljani su zastale: pokrajinsko prvenstvo, koje je počelo u jesen 1941., prekinuto je nakon samo četiri kola, dok je SK Ljubljana bila na vrhu. Godine 1942. SK Ljubljana osvaja jesensko prvenstvo. Godine 1943. klub ponovno osvaja pokrajinsko prvenstvo. Nakon kapitulacije Italije (8. rujna 1943.) Ljubljanska pokrajina prelazi pod njemačku upravu i postaje dio Operativne zone Jadransko primorje, a nove okupacijske vlasti ograničile su se na organiziranje prijateljskih turnira ili propagandnih utakmica, u kojima je sudjelovao i SK Ljubljana. Dana 9. svibnja 1945. u Ljubljanu je ušla Narodnooslobodilačka vojska Jugoslavije, a desetak dana kasnije, 20. svibnja, SK Ljubljana odigrala je posljednju poznatu utakmicu, protiv ekipe 7. korpusa. U roku od nekoliko tjedana, međutim, klub je, kao i mnoge druge klubove, raspušten zbog reorganizacije sporta u socijalističkoj Jugoslaviji.
Klub nasljednik je Olimpija Ljubljana.

## Uspjesi
Prvenstvo Ljubljanskog podsaveza
- Prvak: 1935./36.

Slovenska liga
- Prvak: 1940./41.

## Igrači
Pojašnjenje: Ime i prezime igrača (broj nastupa u sezoni/broj golova u sezoni). Igrači su poredani prema poziciji u momčadi od golmana do napadača, a potom i po broju nastupa.
- 1935./36.[2]

Trener: Gábor Obitz (Mađarska)

Peter Logar 4/0, Vinko Jug 4/0, Stanko Bertoncelj 2/0, Viktor Hassl 2/0, Julij Sȍčan 4/0, Vladimir Kukanja 3/0, Ludovik Žitnik 2/0, Herman Slamič 1/0, Vilibald Lah 1/0, Avgust Repotočnik 4/2, Alojzij Jež 4/2, Ivan Zemljič 4/1, Josip Bertoncelj 4/4, Josip Janežič 3/0, Aleksander Lah 2/0
- 1936./37.[3]

Trener: Gábor Obitz (Mađarska)

Peter Logar 16/0, Mirko Rožič 2/0, Vinko Jug 14/0, Stanko Bertoncelj 13/0, Viktor Hassl 9/0, Rudolf Šiška 3/0, Stane Jerman 1/0, Franc Boncelj 18/0, Vladimir Kukanja 9/0, Janez Pišek 4/0, Franc Vodišek 2/0, Julij Sočan 2/0, Oskar Obersnel 1/0, Avgust Repotočnik 17/3, Josip Bertoncelj 15/1, Franci Slapar 14/0, Josip Janežič 14/3, Aleksander Lah 11/6, Alojzij Jež 9/2, Ivan Zemljič 6/1, Rudolf Makovec 6/0, Josip Grintal 4/4, Rudolf Zavrl 3/0, Miroslav Šercer 3/0, Božidar Grošelj 1/0, Viljem Hörtner 1/0
- 1937./38.[4]

Trener: Nedeljko Buljević

Vladimir Pogačnik 15/0, Peter Logar 2/0, Franc Nemec 1/0, Stanko Bertoncelj 14/0, Viktor Hassl 12/0, Stane Jerman 2/0, Rudolf Šiška 1/0, Vinko Jug 1/0, Ludovik Žitnik 16/0, Franc Boncelj 10/0, Franc Vodišek 8/0, Milovan Čebohin 6/0, Avgust Repotočnik 18/2, Franci Slapar 17/1, Aleksander Lah 17/3, Josip Janežič 11/2, Boris Tičar 9/3, Josip Bertoncelj 8/3, Dare Vovk 8/5, Drago Erber 7/0, Blagoslav Cankar 5/3, Alojzij Jež 4/0, Miroslav Šercer 2/0, Ivan Zemljič 2/0, Ljubiša Nikolić 1/0, Vinko Žitnik 1/0
- 1938./39.[5]

Trener: Nedeljko Buljević

Miran Lindtner 11/0, Vladimir Pogačnik 10/0, Peter Logar 1/0, Stanko Bertoncelj 22/0, Franc Ceglar 19/0, Viktor Hassl 4/0, Franc Boncelj 20/0, Franc Vodišek 15/0, Milovan Čebohin 4/0, Ludovik Žitnik 3/0, Julij Sočan 2/0, Rudolf Klemenc 2/0, Janez Pišek 1/0, Avgust Repotočnik 22/5, Josip Janežič 21/2, Drago Erber 20/7, Miroslav Šercer 19/0, Josip Grintal 12/5, Dare Vovk 10/0, Mirko Gomezel 4/0, Ljubiša Nikolić 4/1, Anton Legat 4/0, Franc Jež 3/0, Valter Rataj 3/1, Blagoslav Cankar 3/0, Josip Bertoncelj 3/0

## Unutarnje poveznice
- Ljubljana

## Vanjske poveznice
- Zgodovina nogometa v Kraljevini SHS/Jugoslaviji in v času okupacije
- Zbornik Medobčinske nogometne zveze Ljubljana 1920–2020